# Encyclopedia Galactica
Enciclopedia Galactică (în engleză Encyclopedia Galactica) este o enciclopedie fictivă sau ipotetică care conține toate cunoștințele acumulate de o civilizație care se întinde în întreaga galaxie. Numele evocă aspecte exhaustive ale unei enciclopedii reale, Encyclopædia Britannica.

## Enciclopedia Galactică a lui Asimov
Enciclopedia Galactică a apărut pentru prima dată în povestirea lui Isaac Asimov Fundația (în Astounding Science Fiction, mai 1942), republicată mai târziu ca The Encyclopedists în colecția de proză scurtă Fundația (1951). Enciclopedia Galactică a lui Asimov a fost un compendiu al tuturor cunoștințelor disponibile atunci în Imperiul fictiv Galactic, menită să păstreze toate cunoștințele într-o regiune îndepărtată a galaxiei, în eventualitatea unei catastrofe galactice preconizate. Enciclopedia este descoperită mai târziu ca fiind un element al unui act de ghidare greșită, scopul său real fiind acela de a concentra resurse și un grup de oameni de știință pe o planetă îndepărtată, cu obiectivul pe termen lung de a revitaliza stagnarea tehnologică și științifică latentă a imperiului Galactic. Publicată inițial pe un suport fizic, ea devine ulterior computerizată și supusă unor schimbări continue.
Asimov a folosit Enciclopedia Galactica ca un dispozitiv literar în întreaga serie a Fundației sale, multe din secțiunile sau capitolele din carte începând cu un scurt citat din Enciclopedia Galactica, citat care descrie un personaj sau un eveniment cheie din poveste.
Theodore Wein consideră Enciclopedia Galactică ca fiind posibil inspirată de o referință din romanul lui H. G. Wells, The Shape of Things to Come (1933). Lumea viitoare, concepută de Wells, include o "organizație enciclopedică care se axează pe Barcelona, cu șaptesprezece milioane de lucrători activi" și care are sarcina de a crea "sistemul fundamental de cunoștințe care acumulează, sortează, păstrează în ordine și pune la dispoziție toate cunoștințele". Așa cum a subliniat Wein, această lucrare a lui Wells a fost cea mai cunoscută și mai influentă carte la sfârșitul anilor 1930 și coincide cu "perioada de incubație" când tânărul Asimov a devenit interesat de science fiction, când a citit o mulțime de lucrări din acest domeniu și a început să formuleze idei proprii.

## Apariții ulterioare în ficțiune
Diverși autori au invocat Encyclopædia Galactica atât în știință, cât și în științifico-fantastic. Primul ar fi Frank Holby cu povestirea sa "The Strange Case of the Missing Hero" - "Cazul ciudat al eroului dispărut" din ediția din 1942 a revistei Astounding Science Fiction, în care a apărut Sebastian Lelong, redactorul Enciclopediei. A fost, de asemenea, un element comun în încarnările anterioare ale cărților de benzi desenate Legiunea Super-Eroilor  și a apărut în universurile extinse Star Wars  și în benzile desenate cu Superman stabilite în viitor. Enciclopedia Galactică a fost menționată, de asemenea, ca fiind o colecție a tuturor cunoștințelor despre un imperiu galactic în povestirea science-fiction, intitulată " The Originist ", scrisă de romancierul american Orson Scott Card în 1989 și care aret loc în universul fictiv al "Fundației" lui Isaac Asimov.
În seria de benzi desenate Ghidul autostopistului galactic de Douglas Adams, Galactica este în mod frecvent în contrast cu ghidul aparent mai popular al lui Hitchhiker al galaxiei.
Robert A. Heinlein a menționat Enciclopedia în capitolul trei din To Sail Beyond the Sunset (1987): "... computerul care a condus Revoluția Lunară pe linia de timp trei, cod "Neil Armstrong ". Să ignorăm detaliile; totul este în Enciclopedia Galacta (sic) și în alte cărți." 
În romanul Rama II (1989) de Arthur C. Clarke și Gentry Lee, Nicole des Jardins îi spune lui Richard Wakefield: "Doar gândiți-vă că suma a tot ce știu sau știau toate ființele umane nu poate fi mai mult decât o fracțiune infinitezimală din Encyclopedia Galactica."

## Alte utilizări
În 1993, a fost lansată o serie de cinci documentare video, serie denumită Encyclopædia Galactica, cu episoadele  "Sistemul solar interior", "Sistemul solar exterior", "Star Trekking", "Discovery" și "Astronomia și stelele". Videoclipurile au fost produse de York Films of England și distribuite de Encyclopædia Britannica (Australia).  Alte entități asociate cu producția seriei video au fost Encyclopædia Britannica Educational Corporation, The Learning Channel, Discovery Channel Europe, S4C Wales, System TV France și Yleisradio Finlanda.
Encyclopedia Galactica: from the Fleet Library aboard the Battlestar Galactica a fost o lucrare publicată în 1978 ca literatură pentru copii, aceasta a fost conectată cu seria de televiziune Battlestar Galactica difuzată la vremea respectivă.

## În realitate
Termenul a fost folosit și în contexte non-fictive. Un exemplu îl constituie utilizarea lui Carl Sagan (1934-1996) în cartea sa Cosmos din 1980 și seria sa video documentară cu același nume, referindu-se la un text în care civilizațiile extraterestre ipotetice puteau să-și păstreze toată informația și cunoștințele.
Wikipedia a fost descrisă ca o Enciclopedie Galactică de la începutul istoriei sale (2005). Aceste comparații au fost făcute atât cu versiunea lui Asimov, cât și cu versiunea lui Adams,  datorită gamei sale cuprinzătoare.

## Legături externe
- Encyclopedia Galactica - A Guide to Asimov's Foundation Universe (Arhivat în 9 d.Hr., la Wayback Machine.)
- Encyclopaedia Galactica - a guide to the Orion's Arm Universe